# 恂嬪
恂嫔（18世纪？—1761年），冊文常作郭氏，亦作霍碩特氏。台吉烏巴什之女，清高宗乾隆帝之嬪。

## 生平
何時入宮不詳。乾隆二十四年（1759年）六月十九日，純貴妃位下的學規距女子郭氏被封為郭常在，而皇后那拉氏位下的學規距女子拜爾葛斯氏亦在同日被封為伊貴人。每年杭州織造都要解交一定數量的金線以供後宮主位使用，乾隆二十四年十一月的宮分檔案就稱：「婉嬪、慎貴人、林貴人、蘭貴人、多貴人、伊貴人、祥貴人、郭常在、瑞常在，每位金線三綹」。根據《國朝宮史》，嬪金線六綹，貴人金線三綹，常在無金線，可知郭常在與瑞常在此時享有貴人的待遇。
乾隆二十五年（1760年）六月二十五日，郭常在已經晉為郭貴人，具體晉位日期暫不詳。郭貴人不僅在位分上得到擢陞，在宮廷生活中也頗受眷顧，祭文中常有「侍璇閣而彌肅陪繭館」、「隨褘衣而視膳」的記載。
乾隆二十六年（1761年）七月十七日，郭貴人隨乾隆帝到熱河哨鹿；八月二十六日辰時，郭貴人逝於急病；八月二十八日，禮部查照嬪薨逝例，認為郭貴人死後高宗應該要輟朝二日，大內以下、宗室以上，此二日穿素服；九月初四日，奉旨追冊郭貴人為嬪，暫稱為郭嬪 。乾隆二十七年五月，正式行恂嬪追封禮。